# دومينغو فاسكيز
دومينغو فاسكيز هو محامي وسياسي هندوراسي، ولد في 3 أغسطس 1846 في تيغوسيغالبا في هندوراس، وتوفي بنفس المكان في 9 ديسمبر 1909. نشط حزبياً في الحزب الوطني. وقد انتخب رئيس هندوراس (7 أغسطس 1893 – 22 فبراير 1894).